# Téthys (lune)
Pour les articles homonymes, voir Téthys.
Téthys (S III Tethys) est l'une des lunes de Saturne. Elle a été découverte en 1684 par Jean-Dominique Cassini alias Giovanni Domenico Cassini.

## Historique et dénomination

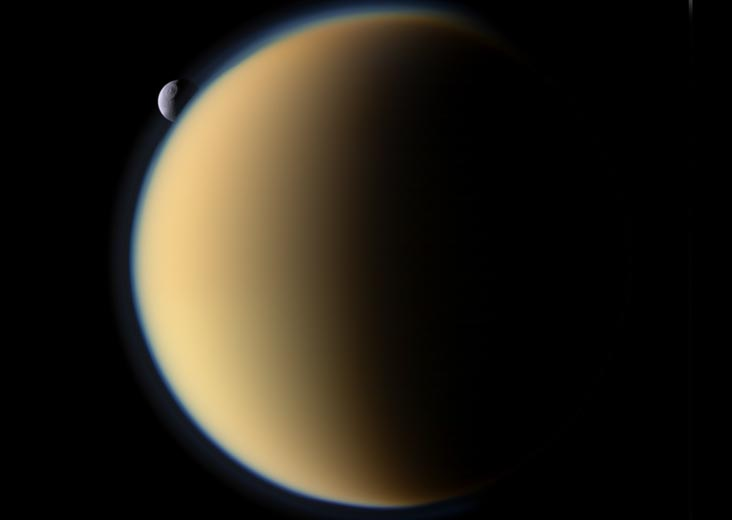
Téthys (arrière-plan) et Titan (avant-plan)

Cassini nomma les quatre lunes qu'il découvrit (Téthys, Dioné, Rhéa et Japet) Sidera Lodoicea (« les étoiles de Louis ») en l'honneur du roi Louis XIV. Titan, découvert par Christian Huygens presque trente ans plus tôt, avait été baptisé simplement Saturni Luna (« lune de Saturne »). Aussi les astronomes prirent-ils l'habitude de les appeler Saturne I à Saturne V, bien que l'assignation des nombres aux satellites ait varié au fil de leur découverte progressive.
Ce n'est qu'en 1847 que John Herschel, fils de William Herschel (découvreur de Mimas et Encélade en 1789), proposa que les désignations numériques soient remplacées par les noms de Titans, frères et sœurs de Cronos (l'équivalent grec du dieu romain Saturne). Téthys était la femme d'Océan et la mère des fleuves et des Océanides.

## Description
Téthys est un corps glacé, similaire en nature à Dioné et Rhéa. Sa densité, égale à celle de l'eau, indique qu'elle est principalement composée de glace. La surface de Téthys est couverte de cratères et compte de nombreuses fissures causées par des failles dans la glace. Il existe deux types de terrain sur Téthys : l'un est composé de régions fortement cratérisées ; l'autre consiste en une ceinture de couleur sombre et peu cratérisée qui traverse la lune de part en part. Le faible nombre de cratères sur cette région indique que Téthys a certainement eu autrefois une activité interne, causant une remontée partielle du terrain plus ancien.
La raison exacte de la couleur sombre de la ceinture est inconnue, mais une interprétation possible provient des récentes images réalisées par la sonde Galileo des lunes joviennes Ganymède et Callisto, qui exhibent toutes deux des calottes polaires faites de dépôts de glace lumineux sur les pentes des cratères faisant face aux pôles. À distance, les calottes polaires semblent donc plus lumineuses à cause de ces milliers de morceaux de glace situés dans les petits cratères s'y trouvant. La surface de Téthys peut avoir une origine similaire, consistant en calottes polaires couvertes de morceaux de glace brillants indiscernables, séparés par une zone plus sombre.

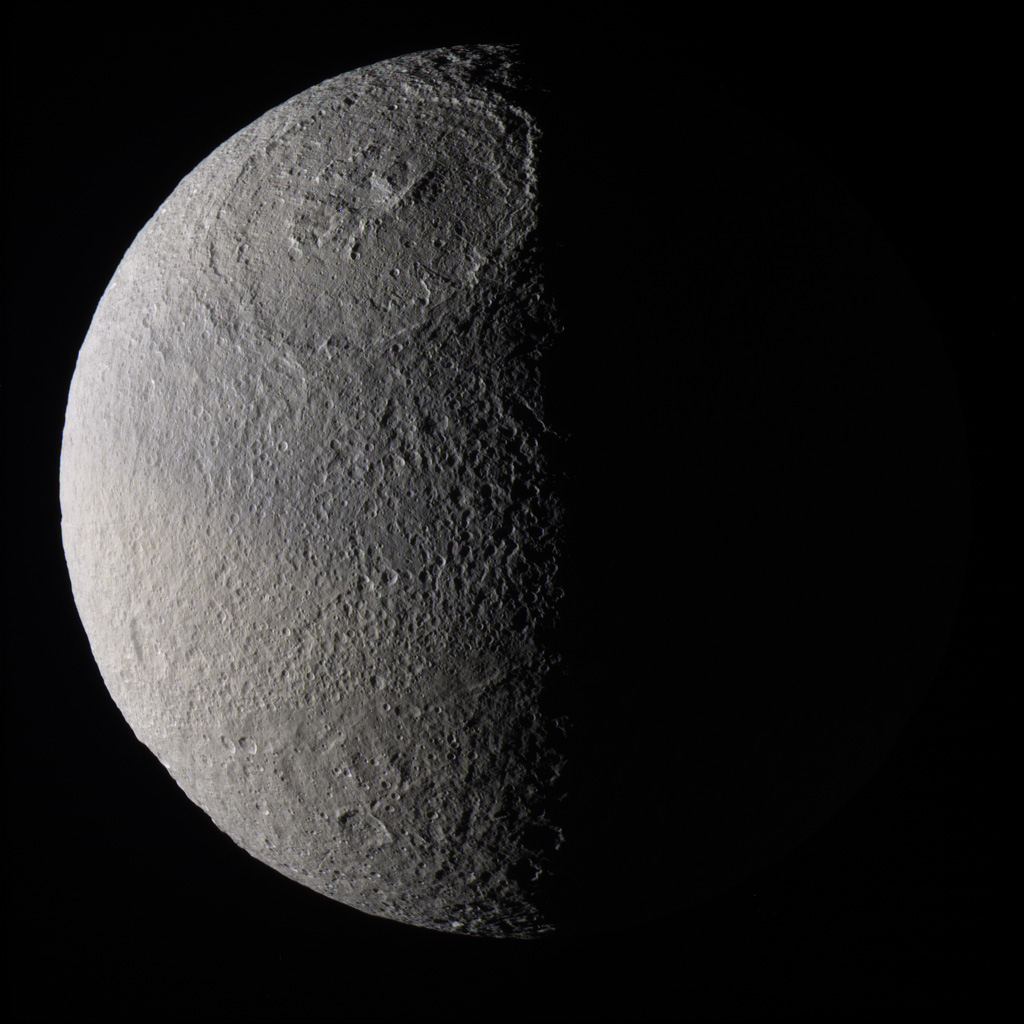
Le cratère Odyssée vu par la sonde Cassini le 24 décembre 2005.

L'hémisphère occidental de Téthys est dominé par un énorme cratère d'impact nommé Odyssée, dont les 400 km de diamètre représentent près des 2/5 de Téthys. Le cratère s'est aplati et suit aujourd'hui la forme sphérique de Téthys, à la manière des cratères de Callisto, sans les grandes chaînes de montagnes en anneau et le pic central qu'on peut voir sur la Lune et Mercure, la fragile couche de glace de Téthys s'étant aplanie au cours des âges.
La seconde structure la plus visible de Téthys est une énorme vallée nommée Ithaca Chasma, large de 100 km et profonde de 3  à   5 km. Longue de 2 000 km, elle couvre près des 3/4 de la circonférence de Téthys. On pense qu'Ithaca Chasma s'est formée alors que l'eau à l'intérieur de Téthys s'est solidifiée, provoquant une expansion de la lune et un craquement de la surface pour permettre un plus grand volume intérieur. Les cratères plus anciens ayant existé avant que la lune ne se solidifie ont probablement été supprimés par l'activité géologique d'alors. Il existe une autre théorie au sujet de la formation d'Ithaca Chasma : l'impact à l'origine du grand cratère Odyssée a pu provoquer une onde de choc qui a traversé Téthys, fracturant la fragile surface glacée de la face opposée. La température à la surface de Téthys est de −187 °C.
La sonde Cassini (résultat d'une collaboration entre la NASA/JPL, l'ESA et l'Agence spatiale italienne), en orbite autour de Saturne depuis le 1er juillet 2004 et toujours en activité en juillet 2007, a effectué plusieurs approches de Téthys dont l'une à moins de 1 500 km de sa surface. On attend beaucoup des résultats de l'analyse des clichés pris au travers de plusieurs filtres différents.

Carte de Téthys (juin 2008).

## Orbite
L’orbite de Téthys autour de Saturne mesure environ 295 000 km soit 4,4 fois le rayon de Saturne. Son orbite est quasi circulaire, tandis que son inclinaison orbitale est de 1°. Son orientation est d’ailleurs en résonance avec Mimas, sans effet notable sur l’excentricité de son orbite.
Son orbite traverse la magnétosphère de Saturne, générant des frottements entre l’hémisphère du satellite et le plasma en rotation autour de Saturne et bombardant Téthys d’électrons et d’ions.
Téthys a deux satellites troyens : Telesto et Calypso autour des points de Lagrange L4 et L5.

## Surface
Sur le pôle de tête, une bande bleutée a été observée, s’étendant sur 20° du Sud au Nord. Cette bande est de forme elliptique s’affinant vers le pôle de queue. Cette bande est similaire à celle observée sur Mimas. Elle serait causée par le passage d’électrons d’énergie supérieure à 1 MeV provenant de la magnétosphère de Saturne. D’après des mesures de Cassini, cette bande est plus froide que la surface voisine.

Surface de Téthys.

### Géologie
La géologie de Téthys est relativement simple. Sa surface est constellée de cratères de plus de 40 km de diamètre, seule une partie de l’hémisphère de queue se compose de plaine. Par ailleurs, on a observé l’existence de plaques tectoniques.
La partie ouest de l’hémisphère de tête est dominée par un très large cratère de 450 km de diamètre appelé Odyssée. Il représente environ 2/5 du diamètre de Téthys. Il parait assez plat du fait que l’altitude de son centre coïncide avec la forme sphérique de la planète. Ce phénomène serait dû à la relaxation de la couche de glace. Néanmoins, la crête du cratère s’élève à 5 km au-dessus du rayon moyen du satellite.
La seconde plus grande forme géologique observée est la vallée d’Ithaca Chasma, large de 100 km et profonde de 3 km. Elle s’étend sur 2 000 km soit ¾ de la circonférence de Téthys et représente 10 % de sa surface. Deux hypothèses ont été formulées pour expliquer l’origine de cette vallée. La première est une résonance orbitale 2:3 entre Téthys et Dioné qui aurait généré, par effet de marée, un océan d’eau liquide sous la surface de Téthys. Cet océan aurait alors modifié la structure du sol en se solidifiant lorsque la résonance a cessé. La seconde hypothèse est que la vallée résulte de la fracture de la glace par l’onde de choc qui causa la formation d’Odyssée. Cependant, des estimations des âges des surfaces tendent à montrer que la vallée d’Ithaca Chasma est plus ancienne qu’Odyssée ce qui contredit la seconde hypothèse.
Pour certains, le fait que la zone de plaine se situe à l’antipode d’Odyssée n’est pas un hasard mais, au contraire, la plaine aurait été formée par les ondes sismiques issues de la formation d’Odyssée,.

## Origine
Téthys se serait formée à partir d’un disque d’accrétion de Saturne, composé de gaz et de poussières.
L’élément primordial composant les satellites de Saturne est l’eau sous forme de glace associée à d’autres composants plus volatils : ammoniac, dioxyde de carbone. De plus, les corps saturniens, dont Téthys, sont plus riches en glace d’eau que des éléments plus lointains du soleil comme Pluton ou Triton. Cela s’explique par la composition du disque de Saturne qui favorise la conversion de l’azote et du monoxyde de carbone en ammoniac, en méthane et surtout en oxygène. C’est cet oxygène qui se recombine avec de l’hydrogène pour former de l’eau. Cependant, la très forte concentration de glace sur Téthys reste anecdotique dans le système de Saturne et n’est pas expliqué à ce jour.
Le processus d’accrétion s’est déroulé sur plusieurs millénaires avant que Téthys soit pleinement formée. Des modèles montrent qu’avec les impacts accompagnant l’accrétion, la température de Téthys à une profondeur de 29 km a pu atteindre 155 K.
Après la formation de Téthys, la couche sur la surface s’est refroidie par conduction thermique tandis que le cœur du satellite s’est réchauffé. Par conséquent, le noyau a grossi, causant une importante pression sur la surface estimée à 5.7 MPa.

## Exploration
Pioneer 11 est passé dans le système de Saturne en 1979 et notamment à 329 197 km de Téthys le 1er septembre 1979.
En novembre 1980, Voyager 1 photographie Téthys à une distance de 415 670 km avec une résolution de 15 km. À partir de ses clichés, on découvre Ithaca Chasma.
En avril 1981, c’est Voyager 2 qui passe à 93 010 km du satellite et le photographie avec une résolution de 2 km permettant la découverte d’Odyssée et montrant qu’Ithaca Chasma s’étend sur 270°.
Depuis 2004, Cassini est passé plusieurs fois à proximité de Téthys dont une fois à 1 503 km en 2005. Les images de Cassini offrent une résolution de 0,29 km. L’analyse en proche infrarouge a permis d’identifier le mélange de glace et de matière sombre à la surface tandis que les observations radars ont montré que la glace régolite a une structure poreuse complexe.
Aucune exploration de Téthys n’est prévue à ce jour. Seul Titan Saturn System Mission pourrait fournir de nouveaux clichés.

## Toponymie
Les formations remarquables de la surface de Téthys ont été baptisées d'après les personnages de l'œuvre d'Homère, l'Odyssée : Ithaca (Chasma (vallée)), Pénélope, Melanthius, Odysseus (cratère), Nausicaa, Telemachus, Ajax, Nestor, Laertes, Circe...